# Georg Jensen Damask
 For alternative betydninger, se Georg Jensen (flertydig). (Se også artikler, som begynder med Georg Jensen)
Georg Jensen Damask er et danskejet væveri med hovedsæde i Kolding. Firmaets historie går tilbage til 1500-tallet. Det blev officielt grundlagt i 1756 efter flere gode år med forbud mod import af simple linnedvarer. Det hjalp erhvervet i gang på dansk jord. De teknisk sværere damaskvarer måtte fortsat importeres. Hvad der begyndte som et landsbyvæveri blev registreret som Georg Jensen Damask A/S i 1937. Georg Jensen Damask er kendt for kvalitetstekstiler. Navnet kommer af stifterfamilien og den damaskvævning, som bliver brugt i hovedparten af tekstilerne. I begyndelsen var de fleste håndvævede.
Georg Jensen Damask har haft flere kendte designere tilknyttet som John Becker, Bodil Bødtker-Næss, Knud V. Engelhardt, Nina Ferlov, Bent Georg Jensen, Vibeke Klint, Kim Naver, Arne Jacobsen m.fl.
I 1992 blev Georg Jensen kongelig hofleverandør, da det præsenterede Kronedugen til dronning Margrethes og prins Henriks sølvbryllup.
Georg Jensen Damask ejes af advokaterne Anne og Jesper Hviid.